# Французька Рив'єра

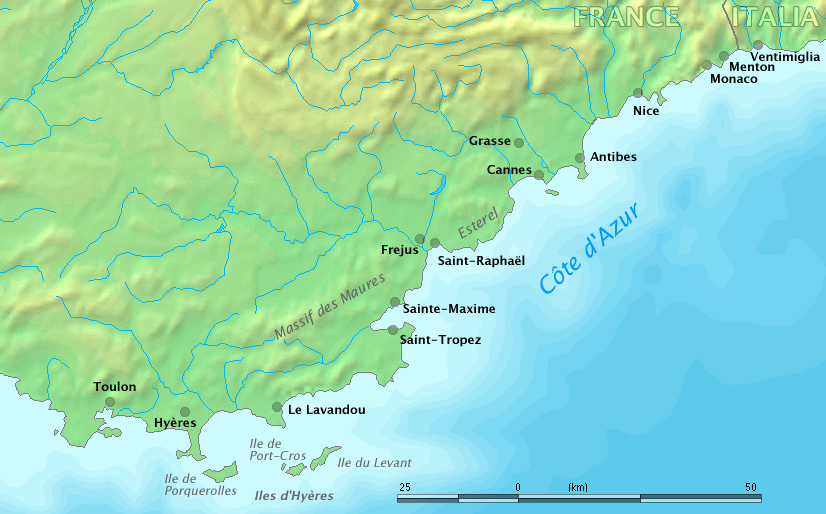

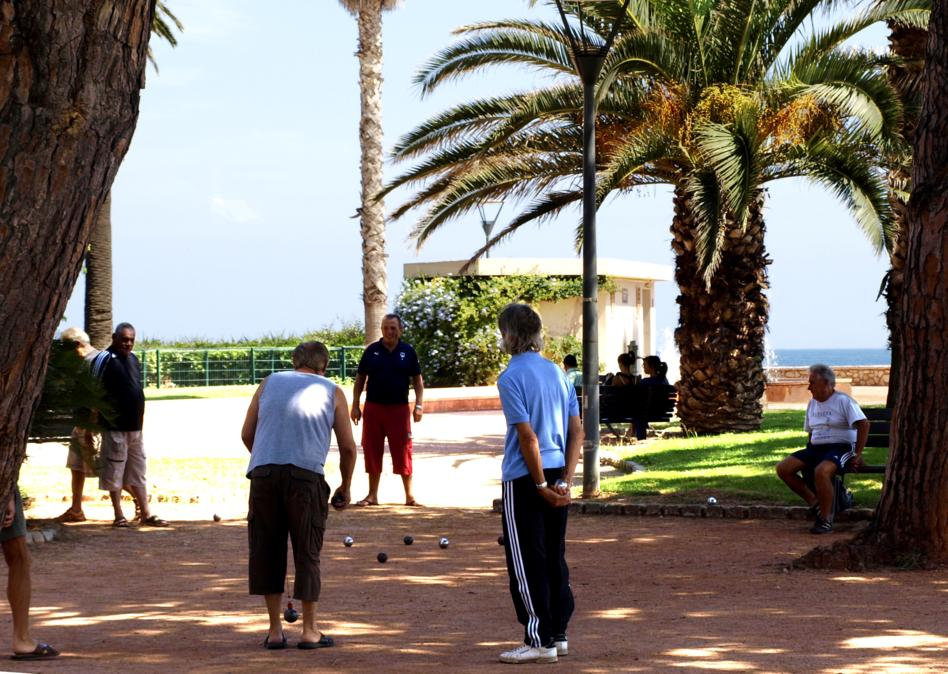
Гравці в петанк на Лазуровому березі (Антіб)

43°19′12″ пн. ш. 6°39′54″ сх. д. / 43.32° пн. ш. 6.665° сх. д.
Французька Рив'єра, оригінальна назва фр. Côte d’Azur — Лазуровий берег (окс. Còsta d'Azur) — французька частина Рив'єри, курортної зони на узбережжі Середземного моря, на території Франції та Монако, включає міста Сен-Тропе, Антиб, Ніцца, Канни, Монте-Карло.
Назва «Рив'єра» походить від італійського слова «riva» та спільнокореневого французького слова «rive» і означає «морське узбережжя».
Назву «Лазуровий берег» придумав маловідомий тепер французький письменник і поет Стефан Льєжар (Stéphen Liégeard) — 1870 року він видав роман під назвою «Лазуровий Берег»; ці слова спали йому на думку, коли він побачив «дивної краси» бухту міста Єр (Hyères) · .
Популярністю Лазуровий Берег завдячує приємному клімату — м'яка тепла зима й нежарке літо. Лазуровий Берег уважається одним із найкращих у світі місць для відпочинку, що робить готелі одними з найдорожчих у світі.

## Населення

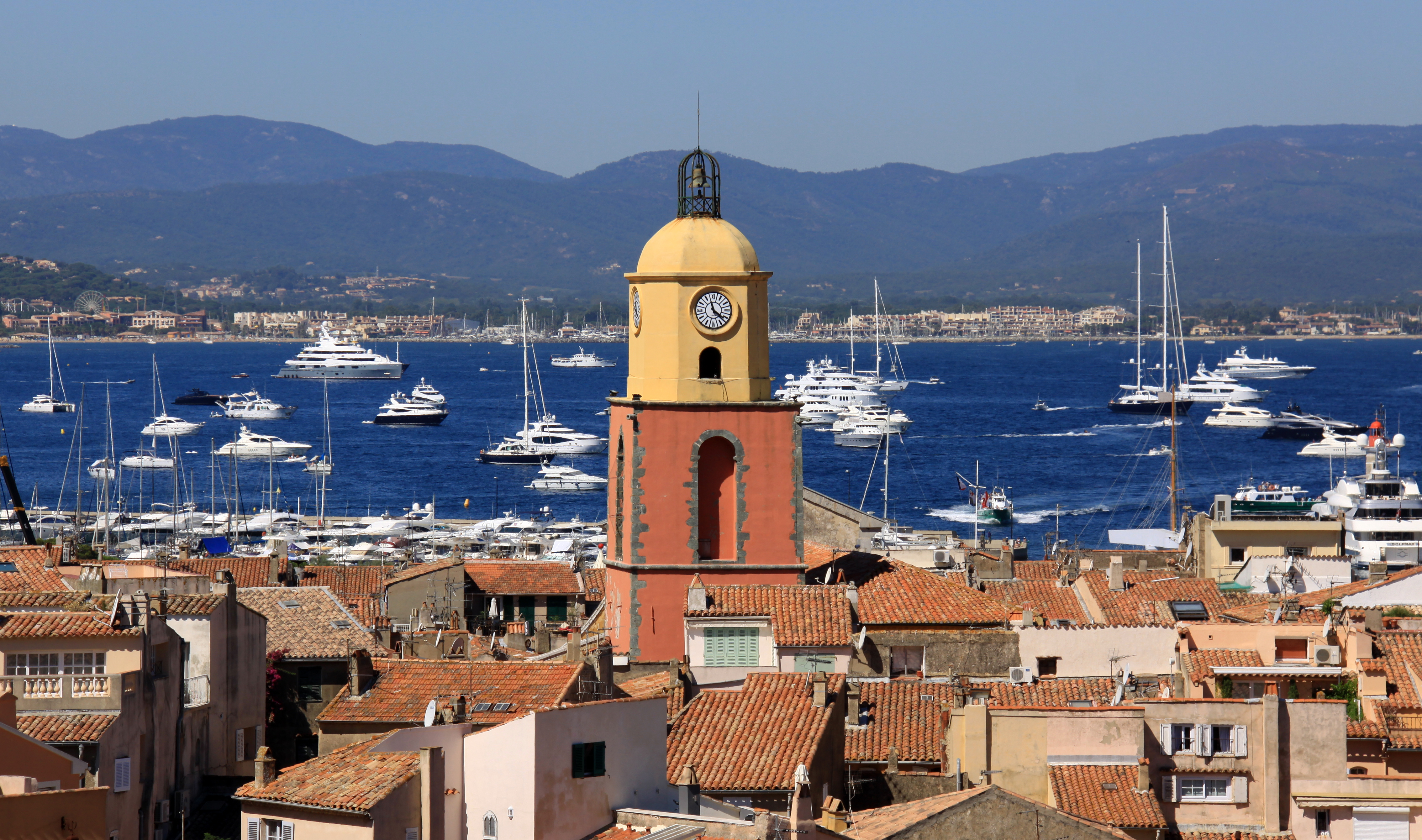
Сен-Тропе

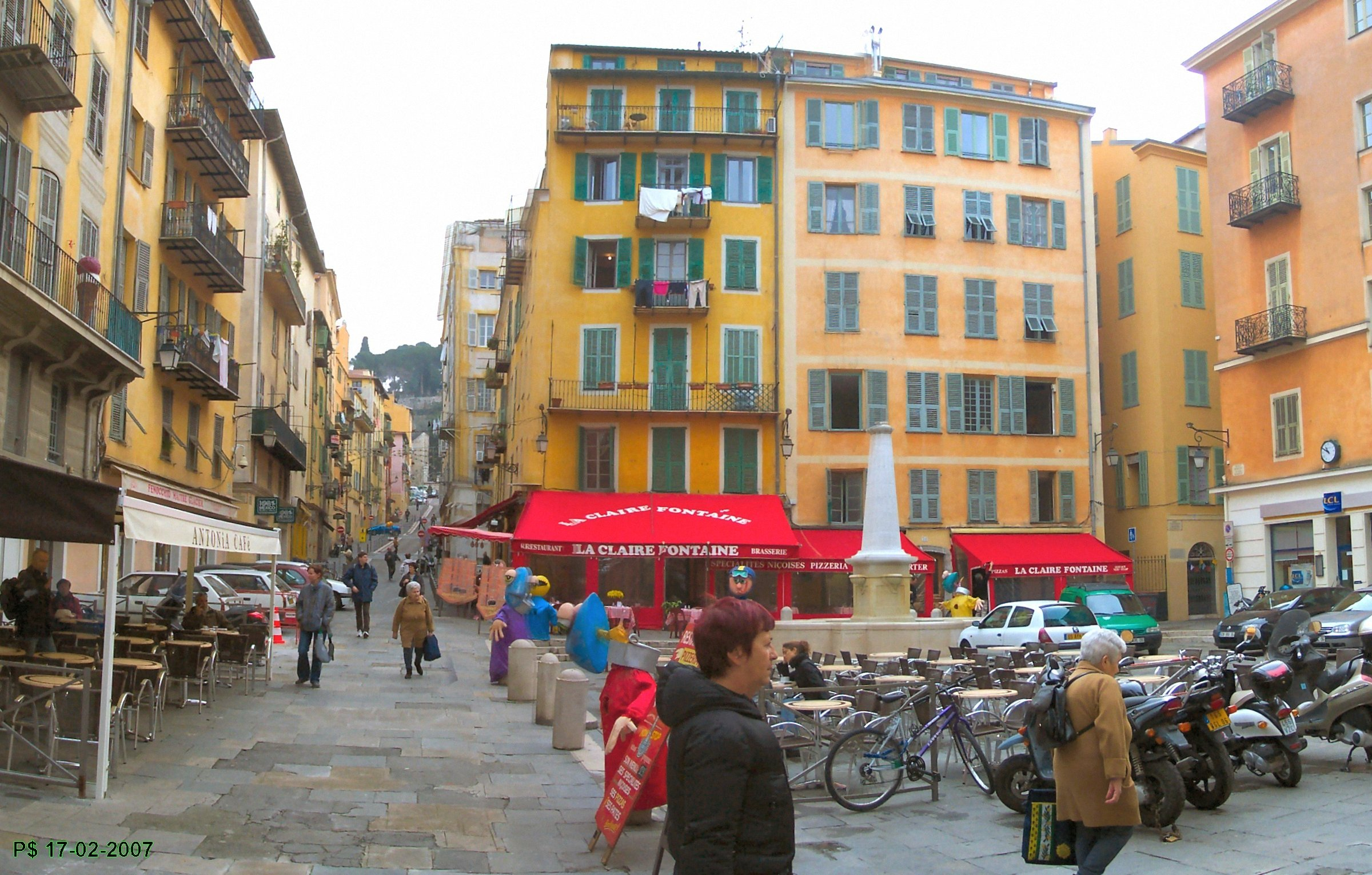
Ніцца

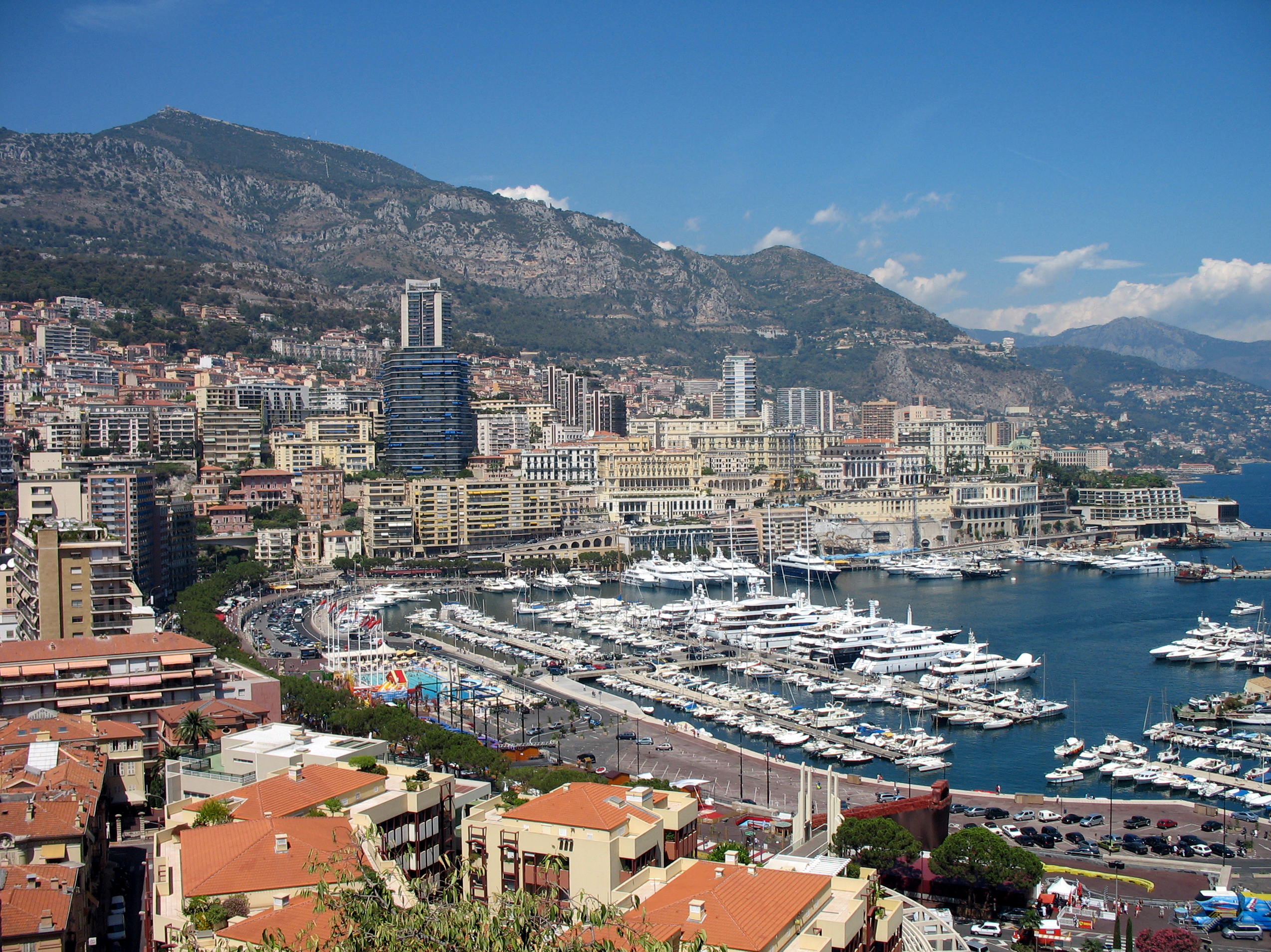
Монако — порт і частина Монте-Карло

Адміністративно територія Лазурового Берега не визначена, тому не можна точно визначити і кількість жителів. У традиційних межах проживає понад два мільйони людей. 70 % їх — французи. Інші — італійці, іспанці, каталонці, вихідці з інших країн Європи, Азії, Африки. Півтора мільйона проживають у Марселі й Ніцці.
У регіоні розташовані відомі міста Сен-Тропе, Антиб, Ніцца, Канни, а також держава Монако. У горах існують менш відомі міста й села Брей-сюр-Руая, Гурдон, Сен-Поль, Танд, Саорж, Соспель.
Найбільш багатонаціональне місто — Марсель. У ньому проживає[коли?] 80 тисяч вірмен, 80 тисяч євреїв, 100 тисяч мусульман, здебільшого північноафриканського походження. Лазуровий Берег на рік відвідує понад вісім мільйонів туристів.
Основна релігія регіону — католицизм, але на всім узбережжі можна бачити протестантські і православні храми, мечеті, синагоги.

## Географія

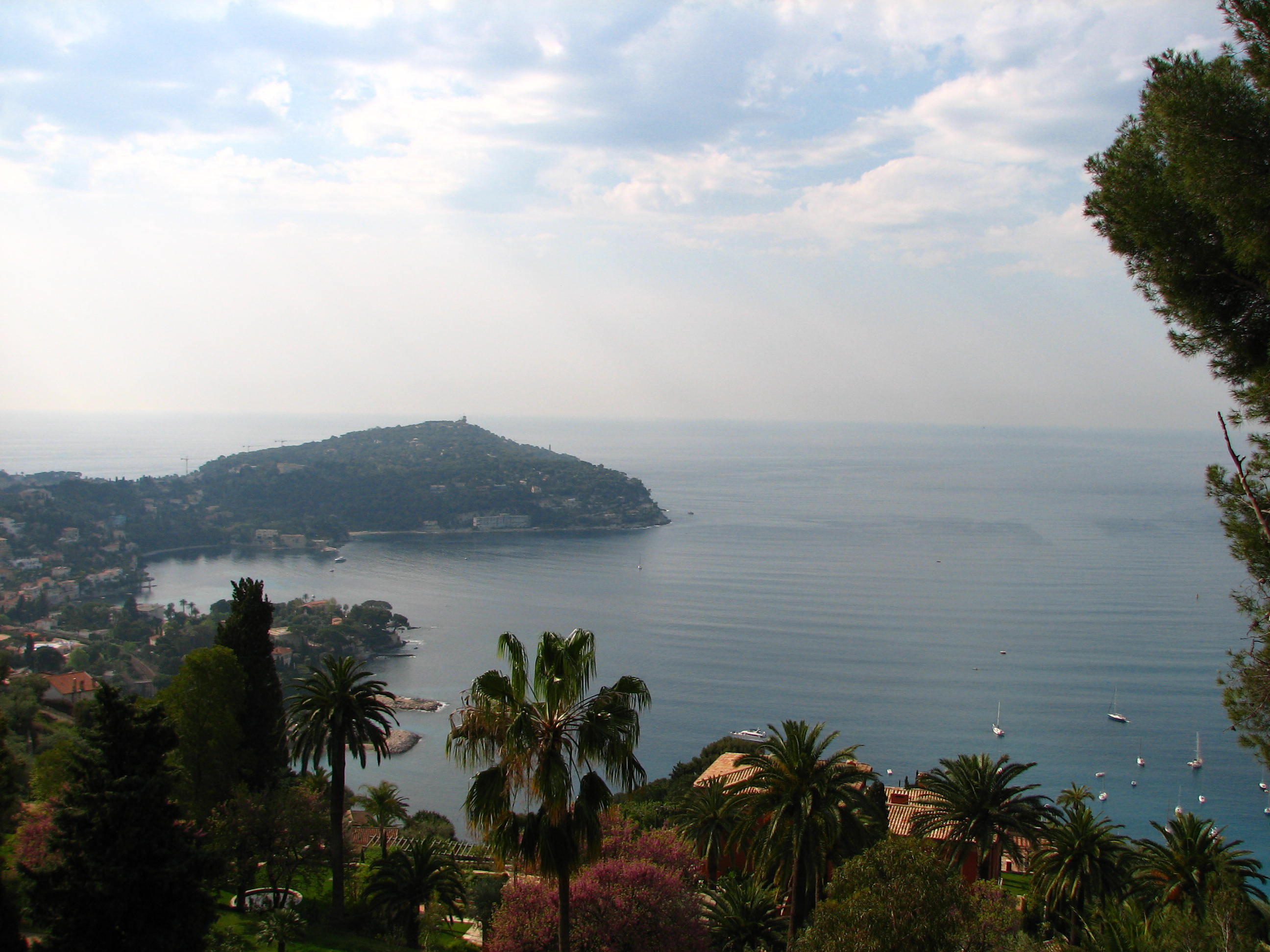
Сен-Жан-Кап-Ферра

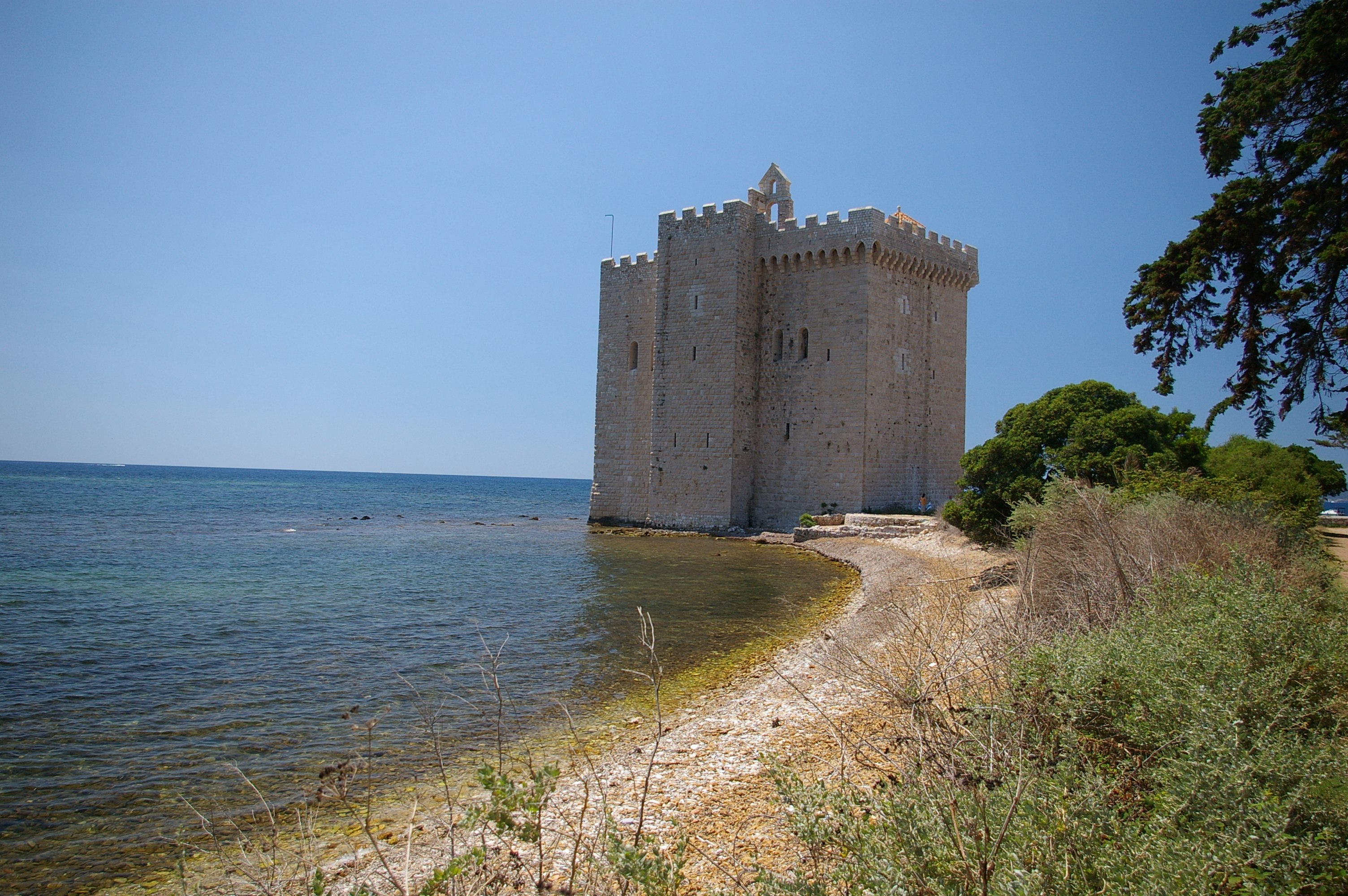
Монастир Фортіфіє (Fortifie)

Французькою Рив'єрою називають південно-східний берег Середземного моря у Франції, розташований на схід від міста Марсель до кордону з Італією (західна частина Рив'єри), біля підніжжя Приморських Альп. На Лазуровому Березі також розташоване князівство Монако.
На схід від Ментони починається Італійська Рив'єра, яка тягнеться Лігурійським узбережжям аж до Спеції.
Довжина Лазурового Берега становить близько 300 км, уздовж порізаного бухтами узбережжя простягаються гори (з півночі й сходу Лазурового Берега — Альпи, із заходу — Сент-Бом (фр. Chine de la Sainte-Baume), центральна частина — масиви Маврів і Естерель) заввишки до 3143 м над рівнем моря, що створює сприятливий клімат: спекотне літо (середня температура липня + 24-26 °C), м'яка сонячна зима (середня температура січня близько +10 °C).
На Лазуровому Березі близько 300 сонячних днів на рік. Улітку температура повітря іноді підіймається до +35 °C, але завдяки низькій вологості духота не відчувається. Однак подеколи (найчастіше на початку літа) до узбережжя доходить сильний холодний північний вітер із гір, що дме уздовж долини річки Рони — містраль. Вітер, який віє з заходу до моря, має назву трамонтана. У районі Марселя до 90 вітряних днів на рік. На схід вітер слабкіший. Опади рідкісні, здебільшого в березні-квітні й жовтні-листопаді у вигляді дощів. Купальний сезон починається наприкінці травня й триває до кінця вересня. Температура води в цей час коливається від +20 до +25 °C.
На південь від Лазурового Берега лежать острови — Фріульські, Єрські й Леринські.
Для Лазурового Берега характерні пальми, кипариси, каштани. У містах багато впорядкованих парків, поширені сади, виноградники, вирощування ефіромаслинних культур.

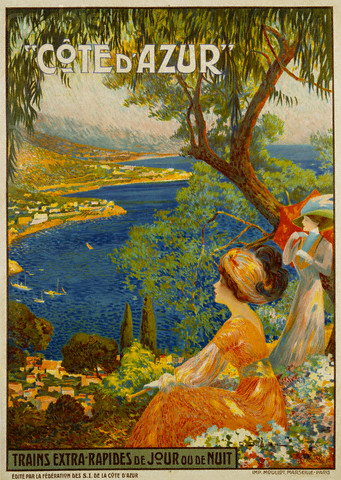
Плакат David Dellepiane  (1866-1932).
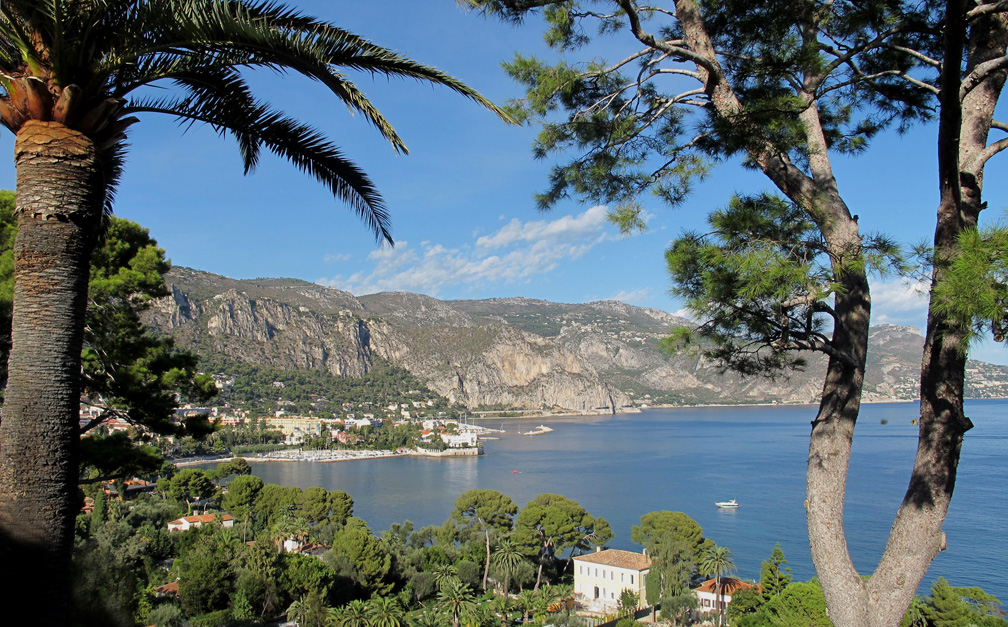
Французька Рив'єра між Больє-сюр-Мер і Кап-д'Ай, вигляд із боку Сен-Жан-Кап-Ферра.
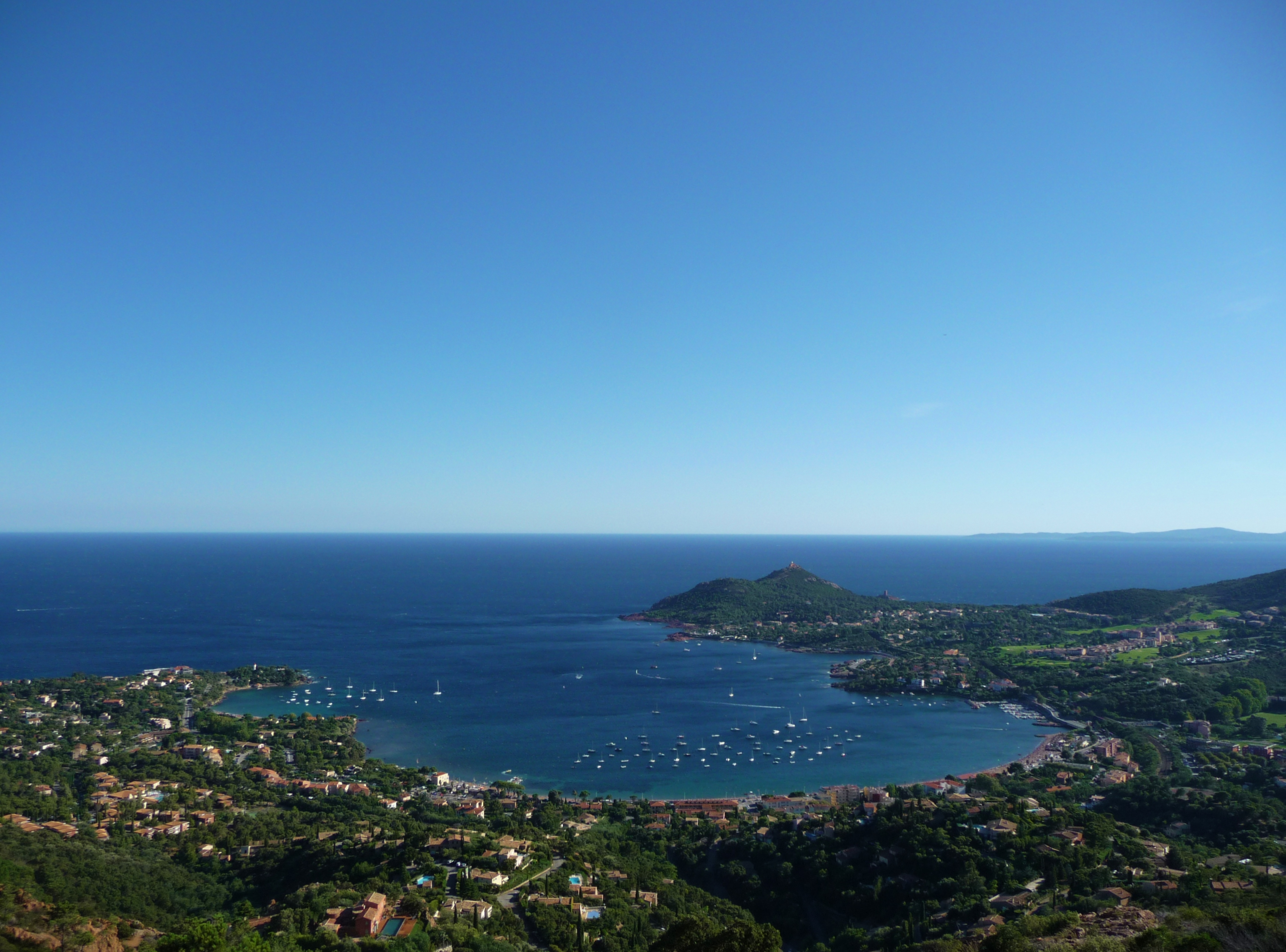
Agay, приморський район Сен-Рафаель.
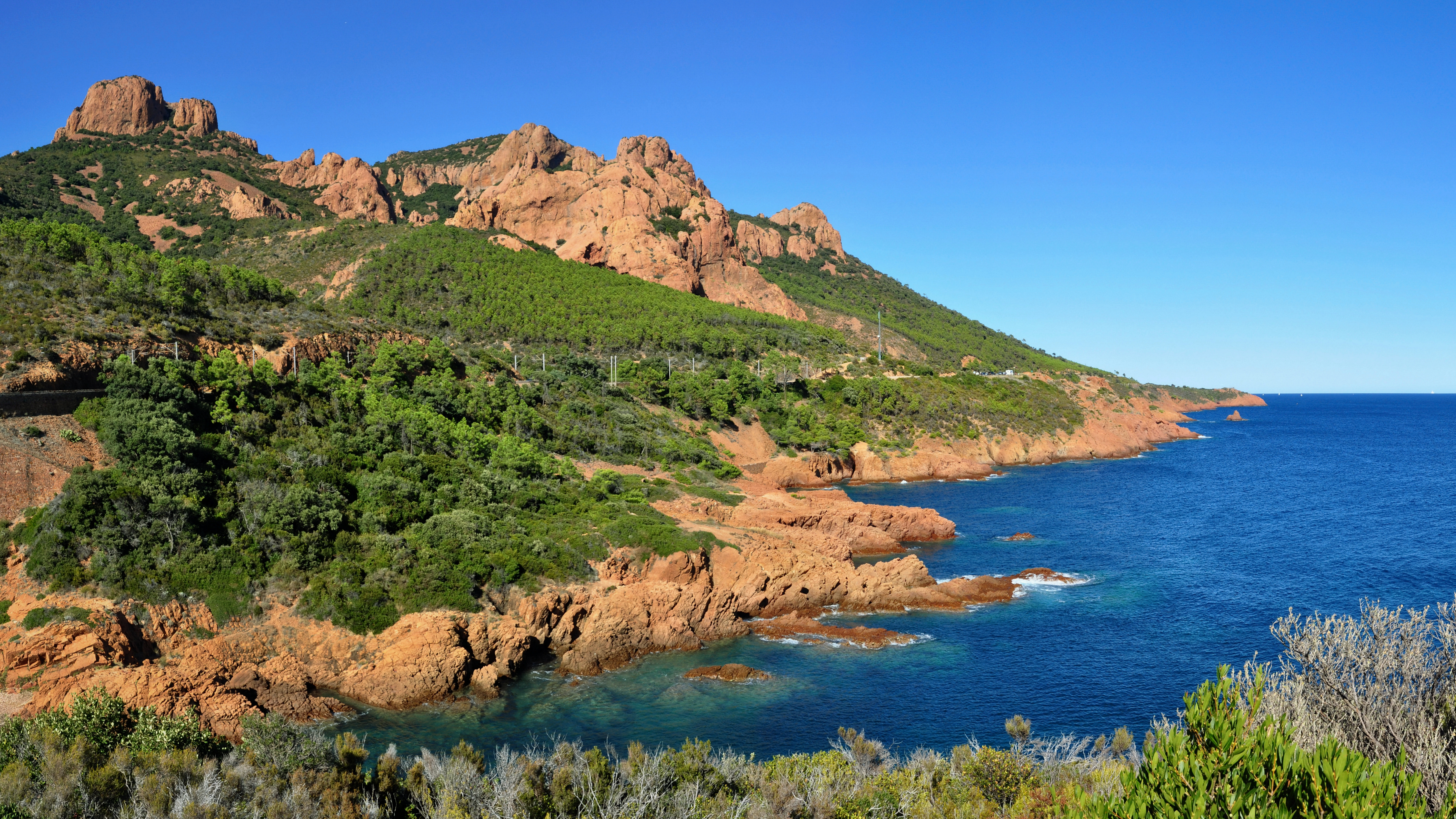
Кап-Ру і Орніш-д'Ор (Anthéor).